# ビジャレアルCF B
ビジャレアルCF B（Villarreal Club de Fútbol B）は、スペイン・ヴィラ＝レアルに本拠地を置くサッカークラブチーム。ビジャレアルCFの下部チームである。2023-24シーズンはセグンダ・ディビシオンに所属する。

## 概要
A代表歴やユース代表歴のある南米国籍選手を多数そろえ、Bチームながら国際色豊かな布陣を組んでいる。2008-09シーズンは序盤からセグンダ・ディビシオンB（3部）グループ3を快走し、2位でシーズンを終えると、昇格プレーオフでサモラCFやレアル・ハエンを下し、セグンダ・ディビシオン（2部）昇格を決めた。2009-10シーズンは開幕から数戦こそ低調な成績だったが、FWマルコ・ルベンやMFジェフェルソン・モンテーロの活躍などで前半戦を4位で折り返し、シーズン途中でフアン・カルロス・ガリード監督がトップチーム監督に転任するという出来事もありながら、シーズン終盤まで上位争いに加わった。2011-12シーズンは降格圏内からは脱出したものの、トップチームのセグンダ・ディビシオン（2部）降格が確定したため、同一カテゴリーに所属できない規定によりセグンダ・ディビシオンB（3部）降格が決定した。
2021-22シーズン、2011-12シーズン以来となるセグンダ・ディビシオン昇格を果たした。

## 過去の成績
| シーズン | 部 | ディビジョン  | 順位 |
| -------- | -- | ------------- | ---- |
| 1999-00  | 7  | 地域2部リーグ | 2位  |
| 2000-01  | 6  | 地域1部リーグ | 1位  |
| 2001-02  | 5  | 州1部リーグ   | 5位  |
| 2002-03  | 5  | 州1部リーグ   | 1位  |
| 2003-04  | 4  | テルセーラ    | 3位  |
| 2004-05  | 4  | テルセーラ    | 5位  |
| 2005-06  | 4  | テルセーラ    | 1位  |
| 2006-07  | 4  | テルセーラ    | 2位  |
| 2007-08  | 3  | セグンダB     | 11位 |
| 2008-09  | 3  | セグンダB     | 2位  |
| 2009-10  | 2  | セグンダ      | 7位  |
| 2010-11  | 2  | セグンダ      | 17位 |
| 2011-12  | 2  | セグンダ      | 12位 |
| 2012-13  | 3  | セグンダB     | 9位  |
| 2013-14  | 3  | セグンダB     | 11位 |
| 2014-15  | 3  | セグンダB     | 10位 |
| 2015-16  | 3  | セグンダB     | 2位  |
| 2016-17  | 3  | セグンダB     | 6位  |
| 2017-18  | 3  | セグンダB     | 2位  |
| 2018-19  | 3  | セグンダB     | 3位  |

| シーズン | 部 | ディビジョン   | 順位    |
| -------- | -- | -------------- | ------- |
| 2019-20  | 3  | セグンダB      | 6位     |
| 2020-21  | 3  | セグンダB      | 3位/6位 |
| 2021-22  | 3  | プリメーラRFEF | 2位     |
| 2022-23  | 2  | セグンダ       | 18位    |
| 2023-24  | 2  | セグンダ       | 位      |

- 5シーズン - セグンダ・ディビシオン
- 1シーズン - プリメーラ・ディビシオンRFEF
- 11シーズン - セグンダ・ディビシオンB
- 4シーズン - テルセーラ・ディビシオン
- 4シーズン - 地域リーグ

## 歴代監督
- フアン・カルロス・ガリード 2002,2004,2007-2010.2
- ルイス・ガルシア 2005-2006
- パコ・エレーラ 2010.2-2010.6
- フランシスコ・モリーナ 2011
- フリオ・ベラスケス 2011-2012
- パコ・ロペス 2014-2017
- ハビエル・カジェハ 2017
- ミゲル・アンヘル・テナ 2020-2021

## 歴代所属選手

### GK
- フアン・カルロス・マルティネス 2005-2010

### DF
- マリオ・ガスパール　2008-2011
- セサール・アルソ 2002-2004
- マテオ・ムサッチオ 2009-2010

### MF
- エクトル・フォント 2002-2003
- マルコス・ガルシア -2009
- サンティ・カソルラ 2002-2004
- ブルーノ・ソリアーノ 2004-2006
- ダビド・フステル 2004-2009
- ジョルディ・パブロ 2007-2009
- ジョアン・トマス 2008-
- フェリペ・マノエル 2008-

### FW
- シスコ・ナダル 2001-2006
- ホナタン・ペレイラ 2004-2006
- マルコ・ルベン 2009-2010
- アレックス・バエナ 2019-2021
- ニコラス・ジャクソン 2020-2022